# Jan Maas (wielrenner, 1996)
Jan Maas (Bergen op Zoom, 19 februari 1996 ) is een Nederlands wielrenner die anno 2025 rijdt voor Cofidis.

## Carrière
Als junior won Maas in 2014, samen met zijn teamgenoten, de ploegentijdrit in Aubel-Thimister-La Gleize en werd hij, achter Aaron Verwilst, tweede in de Ronde van Vlaanderen voor junioren.
Als eerstejaars belofte werd Maas zesde in de door Fausto Masnada gewonnen Piccolo Ronde van Lombardije. Bij de eerste zeven renners waren naast Maas nog drie andere Rabobank-coureurs. In 2017 werd Maas onder meer zevende in de Ardense Pijl en tiende in zowel de Gooikse Pijl als Parijs-Tours voor beloften.
In 2022 werd Maas door bondscoach Koos Moerenhout geselecteerd voor het nationale team van zowel de wegrit op het EK in München als het WK in Wollongong. Fabio Jakobsen werd Europees Kampioen.

## Overwinningen
2014
2e etappe (deel A) Aubel-Thimister-La Gleize

## Resultaten in voornaamste wedstrijden
| Jaar | Ronde van Italië | Ronde van Frankrijk | Ronde van Spanje |
| ---- | ---------------- | ------------------- | ---------------- |
| 2022 |                  |                     |                  |
| 2023 |                  |                     | 137e             |
| 2024 |                  |                     |                  |
| 2025 | 139e             |                     |                  |

| Jaar | Milaan-San Remo | Gent-Wevelgem | Parijs-Roubaix | Amstel Gold Race | Luik-Bast.‑Luik | Waalse Pijl | Clásica San Sebastián |  | WK op de weg |
| ---- | --------------- | ------------- | -------------- | ---------------- | --------------- | ----------- | --------------------- |  | ------------ |
| 2022 |                 |               | buit.tijd      | 40e              | 82e             | 121e        | opgave                |  | 61e          |
| 2023 | 119e            |               |                | opgave           | opgave          | 86e         | 67e                   |  | opgave       |
| 2024 |                 |               |                | opgave           | opgave          | opgave      |                       |  |              |
| 2025 | 118e            | opgave        |                | opgave           | opgave          |             |                       |  |              |

### Resultaten in kleinere rondes
| Jaar | Tour Down Under | UAE Tour | Tirreno-Adriatico | Ronde van Catalonië | Ronde van het Baskenland | Ronde van Romandië | Critérium du Dauphiné | Ronde van Zwitserland | Ronde van Polen | Benelux Tour | Ronde van Guangxi |
| ---- | --------------- | -------- | ----------------- | ------------------- | ------------------------ | ------------------ | --------------------- | --------------------- | --------------- | ------------ | ----------------- |
| 2022 |                 |          |                   |                     | opgave                   | 74e                |                       | opgave                |                 |              |                   |
| 2023 |                 | 62e      | 134e              |                     | 89e                      |                    |                       | 33e                   |                 |              |                   |
| 2024 |                 | 49e      |                   | opgave              |                          |                    | 68e                   |                       | 47e             | 36e          | 36e               |
| 2025 | 113e            |          | 95e               |                     |                          |                    |                       |                       |                 |              |                   |

## Ploegen
- 2015 –  Rabobank Development Team
- 2016 –  Rabobank Development Team
- 2017 –  SEG Racing Academy
- 2018 –  SEG Racing Academy
- 2018 –  LottoNL-Jumbo (stagiair vanaf 1 augustus)
- 2019 –  Leopard Pro Cycling
- 2020 –  Leopard Pro Cycling
- 2021 –  Leopard Pro Cycling
- 2022 –  Team BikeExchange Jayco
- 2023 –  Team BikeExchange-Jayco
- 2024 –  Team Jayco AlUla
- 2025 –  Cofidis

Bax ·
Bol ·
Budding ·
Cornelisse ·
Godrie ·
Havik ·
Hofstede ·
Honigh ·
Korevaar · 
Lenderink ·
Maas ·
Meijers ·
Nieuwenhuis ·
Oomen ·
Tolhoek ·
van Trijp ·
Tusveld ·
de Vries ·
Wouters
Bax · Bol · Bouwmans · Budding · Cornelisse · Godrie · Gunst · van der Heijden · Hofstede · Honigh · Korevaar · Lenderink · Maas · Meijers · Nieuwenhuis · Nieuwpoort · Olieslagers · Tusveld · de Vries · Wouters
Affini · van den Berg · Bol · Cullaigh · Eriksson · Evensen · Jakobsen · Janssen · de Jong · Kooistra · Lenderink · Maas · Peters · Schelling · de Vries · Williams · Meeus (stagiair)
Affini · Arensman · van den Berg · Bol · Hoole · Kooistra · Lenderink · Maas · Meeus · Schelling · Stavrakakis · Verboom · Williams
Balmer · Bauer · Bewley · Colleoni · Craddock · Durbridge · Edmondson · Grmay · Groenewegen · Groves · Hamilton · Hepburn · Howson · Jansen · Juul-Jensen · Kangert · Konysjev  · Maas · Matthews · Meyer · Mezgec · O'Brien · Peña · Reinders (vanaf 23/8) · Schultz · Scotson · Smith · Sobrero · Stewart · Yates · Bogusławski (stagiair) · De Pretto (stagiair) · Foldager (stagiair)
Balmer · Berhe · Colleoni · Craddock · De Marchi · Dunbar · Durbridge · Engelhardt · Grmay · Groenewegen · Hamilton · Harper · Hepburn · Jansen · Juul-Jensen · Maas · Matthews · Mezgec · O'Brien · Peña · Porter · Pöstlberger · Quick · Reinders · Scotson · Sobrero · Stewart · Štybar · Yates · Zana · Jørgensen (stagiair) · McKenzie (stagiair)
Berhe · Craddock · De Marchi · De Pretto · Dunbar · Durbridge · Engelhardt · Ewan · Foldager · Groenewegen · Hamilton · Harper · Hepburn · Jansen · Juul-Jensen · Maas · Matthews · Mezgec · O'Brien · Peña · Plapp · Porter · Quick · Reinders · Schmid · Scotson · Stewart · Walscheid · Yates · Zana
Allegaert · Aniołkowski · Aranburu · Buchmann · Carr · Coquard · De Gendt · Debeaumarché · Ferron · Finé · Fretin · Herrada · Izagirre · Izquierdo · Knight · Lastra · Maas · Mahoudo · Maisonobe · Moniquet · Oldani · Ourselin · Perez · Renard · Robeet · Samitier · Teuns · Thomas · Toumire · Touzé